# Comté de Blaine (Nebraska)
Pour les articles homonymes, voir Comté de Blaine.
Le comté de Blaine est un comté situé dans l'État du Nebraska, aux États-Unis. Le siège du comté est Brewster. Selon le recensement de 2020, sa population est de 431 habitants. Il a été fondé en 1885.

## Comtés adjacents
- Comté de Loup (est)
- Comté de Custer (sud)
- Comté de Logan (sud-ouest)
- Comté de Thomas (ouest)
- Comté de Cherry (nord-ouest)
- Comté de Brown (nord)